# Northern Premier League
La Northern Premier League es una liga de fútbol regional masculina de Inglaterra, que cubre las zonas del norte de Inglaterra.
Geográficamente, la liga cubre todo el norte de Inglaterra y las áreas norte/central de Midlands y partes occidentales de East Anglia. Originalmente una competencia de una sola división, se agregó una segunda división en 1987 : División One , y en 2007 se agregó una tercera cuando la División One se dividió en dos secciones geográficas: División One North y División One South. En 2018, la División One se realineó como Divisiones East y West, luego North-West y South-East en 2019. El 18 de mayo de 2021, la FA reestructuró la pirámide de fútbol que no pertenece a la Liga y creó la División One East, West y Midlands.
Los equipos exitosos en la parte superior de la Primera División de la NPL ascienden al nivel 6 de la pirámide (ya sea la National League North o la National League South ), y en el extremo inferior de la competencia, los equipos descienden al nivel 9, donde varias academias regionales promueven clubes en la liga.

## Historia
Por razones de publicidad, se la conoce como Evo-Stik League Premier Division, cuyo contrato termina en 2017, hasta 2010 era conocida como Unibond League. La liga fue fundada en 1968 y estaba al mismo nivel que la Southern League, las cuales eran una sola. En 1987 se añadió la Division One, que se dividió en 2007 en dos, Division One North y Division One South, . En 1979 y tras la Alliance Premier League, perdió importancia y se situó al mismo nivel que la Southern Football League y la Isthmian League, por debajo de la Conference League.
Los 20 Clubes Fundadores fueron los siguientes:
| Núm. | Club                                   | Liga de Procedencia             |
| ---- | -------------------------------------- | ------------------------------- |
| 1    | Altrincham                             | Cheshire County League          |
| 2    | Bangor City                            | Cheshire County League          |
| 3    | Hyde United                            | Cheshire County League          |
| 4    | Macclesfield Town                      | Cheshire County League          |
| 5    | Northwich Victoria                     | Cheshire County League          |
| 6    | Runcorn (Hoy Runcorn FC Halton)        | Cheshire County League          |
| 7    | Wigan Athletic                         | Cheshire County League          |
| 8    | Chorley                                | Lancashire Combination          |
| 9    | Fleetwood                              | Lancashire Combination          |
| 10   | Morecambe                              | Lancashire Combination          |
| 11   | Netherfield (Hoy Kendal Town)          | Lancashire Combination          |
| 12   | South Liverpool                        | Lancashire Combination          |
| 13   | Gainsborough Trinity                   | Midland League (1889)           |
| 14   | Goole Town                             | Midland League (1889)           |
| 15   | Scarborough                            | Midland League (1889)           |
| 16   | Worksop Town                           | Midland League (1889)           |
| 17   | Ashington                              | North Regional League           |
| 18   | Gateshead AFC                          | North Regional League           |
| 19   | South Shields (Luego Gateshead United) | North Regional League           |
| 20   | Boston United                          | West Midlands (Regional) League |

## Estructura
Desde 2007, el NPL ha tenido tres divisiones: la  Premier Division, Division One North y Division One South.. Antes de 2007 sólo había una sola División one.
Está formada por 24 equipos, de los cuales,a final de cada temporada, dos promocionan a la Football Conference, el campeón de liga y el ganador de un play off entre los clubs del cuarto al quinto. Los últimos cuatro equipos de la clasificación, descienden a la Northern Premier League Division One North o a la Northern Premier League Division One South, de los que ascienden dos de ambas.

### Otras competiciones
Los equipos de esta división, compiten en la copa NPL Challenge Cup, ganada por el AFC Fylde, y en la Peter Swales Shield, ganada por el Halesowen Town, pero no en la NPL President's Cup ni en la Chairman's Cup (Desde la temporada 2007-2008).

## Northern Premier League Campeones
| Temporada | Northern Premier League |
| --------- | ----------------------- |
| 1968–69   | Macclesfield Town       |
| 1969–70   | Macclesfield Town       |
| 1970–71   | Wigan Athletic          |
| 1971–72   | Stafford Rangers        |
| 1972–73   | Boston United           |
| 1973–74   | Boston United           |
| 1974–75   | Wigan Athletic          |
| 1975–76   | Runcorn                 |
| 1976–77   | Boston United           |
| 1977–78   | Boston United           |
| 1978–79   | Mossley                 |
| 1979–80   | Mossley                 |
| 1980–81   | Runcorn                 |
| 1981–82   | Bangor City             |
| 1982–83   | Gateshead               |
| 1983–84   | Barrow                  |
| 1984–85   | Stafford Rangers        |
| 1985–86   | Gateshead               |
| 1986–87   | Macclesfield Town       |

| Season  | Premier Division   | Division One         |
| ------- | ------------------ | -------------------- |
| 1987–88 | Chorley            | Fleetwood Town       |
| 1988–89 | Barrow             | Colne Dynamoes       |
| 1989–90 | Colne Dynamoes     | Leek Town            |
| 1990–91 | Witton Albion      | Whitley Bay          |
| 1991–92 | Stalybridge Celtic | Colwyn Bay           |
| 1992–93 | Southport          | Bridlington Town     |
| 1993–94 | Marine             | Guiseley             |
| 1994–95 | Marine             | Blyth Spartans       |
| 1995–96 | Bamber Bridge      | Lancaster City       |
| 1996–97 | Leek Town          | Radcliffe Borough    |
| 1997–98 | Barrow             | Whitby Town          |
| 1998–99 | Altrincham         | Droylsden            |
| 1999–00 | Leigh RMI          | Accrington Stanley   |
| 2000–01 | Stalybridge Celtic | Bradford Park Avenue |
| 2001–02 | Burton Albion      | Harrogate Town       |
| 2002–03 | Accrington Stanley | Alfreton Town        |
| 2003–04 | Hucknall Town      | Hyde United          |
| 2004–05 | Hyde United        | North Ferriby United |
| 2005–06 | Blyth Spartans     | Mossley              |
| 2006–07 | Burscough          | Buxton               |

| Temporada | Premier Division        | Division One North   | Division One South |
| --------- | ----------------------- | -------------------- | ------------------ |
| 2007–08   | Fleetwood Town          | Bradford Park Avenue | Retford United     |
| 2008–09   | Eastwood Town           | Durham City          | Retford United     |
| 2009–10   | Guiseley                | FC Halifax Town      | Mickleover Sports  |
| 2010–11   | FC Halifax Town         | Chester              | Barwell            |
| 2011–12   | Chester                 | AFC Fylde            | Grantham Town      |
| 2012–13   | North Ferriby United    | Skelmersdale United  | King's Lynn Town   |
| 2013–14   | Chorley                 | Curzon Ashton        | Halesowen Town     |
| 2014–15   | FC United of Manchester | Salford City         | Mickleover Sports  |
| 2015–16   | Darlington 1883         | Warrington Town      | Stafford Rangers   |
| 2016–17   | Blyth Spartans          | Lancaster City       | Shaw Lane          |
| 2017–18   | Altrincham              | South Shields        | Basford United     |

| Temporada | Premier Division  | Division One East | Division One West   |
| --------- | ----------------- | ----------------- | ------------------- |
| 2018–19   | Farsley Celtic    | Morpeth Town      | Atherton Collieries |
| 2019–201  | South Shields     | Leek Town         | Workington          |
| 2020–212  | Mickleover Sports | Colne             | Leek Town           |

| Temporada | Premier Division | Division One West       | Division One East | Division One Midlands |
| --------- | ---------------- | ----------------------- | ----------------- | --------------------- |
| 2021–22   | Buxton           | Warrington Rylands 1906 | Liversedge        | Ilkeston Town         |

1 La temporada 2019-20 fue terminado el 26 de marzo de 2020 debido a la Pandemia de COVID-19; los equipos enlistados aquí que estaban en el primer puesto de la clasificación en el momento de la rescisión, no fueron reconocidos como campeones.
2 La temporada 2020-21 fue terminado el 24 de febrero de 2021 debido a la Pandemia de COVID-19; los equipos enlistados aquí que estaban en el primer puesto de la clasificación en el momento de la rescisión, no fueron reconocidos como campeones.

## Equipos 2021–22

### Premier Division
| Club                    | Localización         | Estadio                       |
| ----------------------- | -------------------- | ----------------------------- |
| Ashton United           | Ashton-under-Lyne    | Hurst Cross                   |
| Atherton Collieries     | Atherton             | Alder Street                  |
| Bamber Bridge           | Bamber Bridge        | Irongate                      |
| Basford United          | Nottingham (Basford) | Greenwich Avenue              |
| Buxton                  | Buxton               | The Silverlands               |
| FC United of Manchester | Manchester (Moston)  | Broadhurst Park               |
| Gainsborough Trinity    | Gainsborough         | The Northolme                 |
| Grantham Town           | Grantham             | South Kesteven Sports Stadium |
| Hyde United             | Hyde                 | Ewen Fields                   |
| Lancaster City          | Lancaster            | Giant Axe                     |
| Matlock Town            | Matlock              | Causeway Lane                 |
| Mickleover Sports       | Derby (Mickleover)   | Station Road                  |
| Morphet Town            | Morpeth              | Craik Park                    |
| Nantwich Town           | Nantwich             | The Weaver Stadium            |
| Radcliffe               | Radcliffe            | Stainton Park                 |
| Scarobough Athletic     | Scarborough          | Flamingo Land Stadium         |
| South Shields           | South Shields        | Mariners Park                 |
| Stafford Rangers        | Stafford             | Marston Road                  |
| Stalybridge Celtic      | Stalybridge          | Bower Fold                    |
| Warrington Town         | Warrington           | Cantilever Park               |
| Whitby Town             | Whitby               | Turnbull Ground               |
| Witton Albion           | Northwich            | Wincham Park                  |

### Division One West
| Club                    | Localización         | Estadio                                              |
| ----------------------- | -------------------- | ---------------------------------------------------- |
| 1874 Northwich          | Barnton              | The Offside Trust Stadium (groundshare with Barnton) |
| Bootle                  | Bootle               | New Bucks Park                                       |
| City of Liverpool       | Ellesmere Port       | Rivacre Park (groundshare with Vauxhall Motors)      |
| Clitheroe               | Clitheroe            | Shawbridge                                           |
| Colne                   | Colne                | Holt House                                           |
| Glossop North End       | Glossop              | The Amdec Forklift Stadium                           |
| Kendal Town             | Kendal               | Parkside Road                                        |
| Kidsgrove Athletic      | Kidsgrove            | The Autonet Insurance Stadium                        |
| Leek Town               | Leek                 | Harrison Park                                        |
| Marine                  | Crosby               | Rossett Park                                         |
| Market Drayton Town     | Market Drayton       | Greenfields Sports Ground                            |
| Mossley                 | Mossley              | Seel Park                                            |
| Newcastle Town          | Newcastle-under-Lyme | Lyme Valley Stadium                                  |
| Prescot Cables          | Prescot              | IP Truck Parts Stadium                               |
| Ramsbottom United       | Ramsbottom           | The Harry Williams Riverside                         |
| Runcorn Linnets         | Runcorn              | APEC Taxis Stadium                                   |
| Trafford                | Flixton              | Shawe lane                                           |
| Warrington Rylands 1906 | Warrington           | Gorsey Lane                                          |
| Widnes                  | Widnes               | Halton Stadium                                       |
| Workington              | Workington           | Borough Park                                         |

### Division One East
| Club                     | Localización      | Estadio                        |
| ------------------------ | ----------------- | ------------------------------ |
| Bridlington Town         | Bridlington       | Queensgate                     |
| Brighouse Town           | Brighouse         | St Giles Road                  |
| Cleethorpes Town         | Grimsby           | Bradley Football Centre        |
| Dunston UTS              | Dunston           | Wellington Road                |
| Frickley Athletic        | South Elmsall     | Westfield Lane                 |
| Hebburn Town             | Hebburn           | The Green Energy Sports Ground |
| Lincoln United           | Lincoln           | Ashby Avenue                   |
| Liversedge               | Cleckheaton       | Clayborn                       |
| Marske United            | Marske-by-the-Sea | Mount Pleasant                 |
| Ossett United            | Ossett            | Ingfield                       |
| Pickering Town           | Pickering         | Mill Lane                      |
| Pontefract Collieries    | Pontefract        | Harratt Nissan Stadium         |
| Sheffield                | Dronfield         | Coach and Horses Ground        |
| Shildon                  | Shildon           | Dean Street                    |
| Stocksbridge Park Steels | Stocksbridge      | Bracken Moor                   |
| Stockton Town            | Stockton          | Bishopton Road West            |
| Tadcaster Albion         | Tadcaster         | Ings Lane                      |
| Worksop Town             | Worksop           | Sandy Lane                     |
| Yorkshire Amateur        | Leeds             | Bracken Edge                   |

### Division One Midlands
| Club                  | Localización     | Estadio                                       |
| --------------------- | ---------------- | --------------------------------------------- |
| Bedworth United       | Bedworth         | The Oval                                      |
| Belper Town           | Belper           | Christchurch Meadow                           |
| Cambridge City        | Impington        | Bridge Road (groundshare with Histon)         |
| Carlton Town          | Carlton          | Bill Stokeld Stadium                          |
| Chasetown             | Burntwood        | The Scholars Ground                           |
| Coleshill Town        | Coleshill        | Pack Meadow                                   |
| Corby Town            | Corby            | Steel Park                                    |
| Daventry Town         | Daventry         | Elderstubbs                                   |
| Halesowen Town        | Halesowen        | The Grove                                     |
| Histon                | Impington        | Bridge Road (groundshare with Cambridge City) |
| Ilkeston Town         | Ilkeston         | New Manor Ground                              |
| Loughborough Dynamo   | Loughborough     | Nanpantan Sports Ground                       |
| Shepsed Dynamo        | Shepshed         | The Dovecote Stadium                          |
| Soham Town Rangers    | Soham            | Julius Martin Lane                            |
| Spalding United       | Spalding         | Sir Halley Stewart Field                      |
| Sporting Khalsa       | Willenhall       | Guardian Warehousing Arena                    |
| Stamford              | Stamford         | Borderville Sports Centre                     |
| Sutton Coldfield Town | Sutton Coldfield | Central Ground                                |
| Wisbech Town          | Wisbech          | Fenland Stadium                               |
| Yaxley                | Yaxley           | Leading Drove                                 |

## Clasificación

### Premier Division
| Pos. | Equipos                     | PJ | G  | E  | P  | GF | GC | Dif. | Pts. |
| ---- | --------------------------- | -- | -- | -- | -- | -- | -- | ---- | ---- |
| 1.   | Buxton (C, P)               | 42 | 23 | 12 | 7  | 80 | 38 | +42  | 81   |
| 2.   | South Shields(P)            | 42 | 23 | 9  | 10 | 71 | 40 | +31  | 78   |
| 3.   | Scarborough Athletic (O, P) | 42 | 21 | 11 | 10 | 61 | 48 | +13  | 74   |
| 4.   | Matlock Town (P)            | 42 | 21 | 10 | 11 | 59 | 36 | +23  | 72   |
| 5.   | Warrington Town (P)         | 42 | 20 | 11 | 11 | 67 | 47 | +20  | 71   |
| 6.   | Bamber Bridge               | 42 | 21 | 6  | 15 | 67 | 59 | +8   | 69   |
| 7.   | Whitby Town                 | 42 | 19 | 9  | 14 | 57 | 50 | +7   | 66   |
| 8.   | Stafford Rangers            | 42 | 15 | 16 | 11 | 55 | 39 | +16  | 61   |
| 9.   | FC United of Manchester     | 42 | 18 | 7  | 17 | 66 | 57 | +9   | 61   |
| 10.  | Morpeth Town                | 42 | 17 | 10 | 15 | 67 | 59 | +8   | 61   |
| 11.  | Lancaster City              | 42 | 17 | 5  | 20 | 44 | 51 | -7   | 56   |
| 12.  | Mickleover                  | 42 | 15 | 10 | 17 | 54 | 65 | -11  | 55   |
| 13.  | Nantwich Town               | 42 | 14 | 10 | 18 | 46 | 52 | -6   | 52   |
| 14.  | Stalybridge Celtic          | 42 | 15 | 7  | 20 | 51 | 59 | -8   | 52   |
| 15.  | Ashton United               | 42 | 13 | 12 | 17 | 50 | 59 | -9   | 51   |
| 16.  | Radcliffe                   | 42 | 15 | 6  | 21 | 56 | 73 | -17  | 51   |
| 17.  | Gainsborough Trinity        | 42 | 12 | 14 | 16 | 40 | 52 | -12  | 50   |
| 18.  | Hyde United                 | 42 | 14 | 8  | 20 | 52 | 65 | -13  | 50   |
| 19.  | Atherton Collieries (D)     | 42 | 13 | 9  | 20 | 34 | 45 | -11  | 48   |
| 20.  | Basford United (D)          | 42 | 12 | 9  | 21 | 32 | 49 | -17  | 45   |
| 21.  | Witton Albion (D)           | 42 | 12 | 7  | 23 | 48 | 78 | -30  | 43   |
| 22.  | Grantham Town (D)           | 42 | 8  | 10 | 24 | 45 | 81 | -36  | 34   |

### Play-off
|  | Semifinales | Semifinales          | Semifinales |                      |   | Final           | Final | Final |  |
|  |             |                      |             |                      |   |                 |       |       |  |
|  |             |                      |             |                      |   |                 |       |       |  |
|  | 2           | South Shields        | 1(5)        |                      |   |                 |       |       |  |
|  | 2           | South Shields        | 1(5)        |                      |   |                 |       |       |  |
|  | 5           | Warrington Town      | 1(6)        |                      |   |                 |       |       |  |
|  | 5           | Warrington Town      | 1(6)        |                      | 5 | Warrington Town | 1     |       |  |
|  |             |                      |             |                      | 5 | Warrington Town | 1     |       |  |
|  |             |                      | 3           | Scarborough Athletic | 2 |                 |       |       |  |
|  | 3           | Scarborough Athletic | 3           | Scarborough Athletic | 2 | 2               |       |       |  |
|  | 3           | Scarborough Athletic |             |                      |   | 2               |       |       |  |
|  | 4           | Matlock Town         | 1           |                      |   |                 |       |       |  |
|  | 4           | Matlock Town         | 1           |                      |   |                 |       |       |  |
|  |             |                      |             |                      |   |                 |       |       |  |

### Division One West
| Pos. | Equipos                        | PJ | G  | E  | P  | GF | GC  | Dif. | Pts. |
| ---- | ------------------------------ | -- | -- | -- | -- | -- | --- | ---- | ---- |
| 1.   | Warrington Rylands 1906 (C, P) | 38 | 26 | 7  | 5  | 95 | 38  | +57  | 85   |
| 2.   | Workington (P)                 | 38 | 25 | 9  | 4  | 72 | 27  | +45  | 84   |
| 3.   | Leek Town (P)                  | 38 | 24 | 7  | 7  | 74 | 36  | +38  | 79   |
| 4.   | Runcorn Linnets (P)            | 38 | 23 | 7  | 8  | 72 | 39  | +33  | 76   |
| 5.   | Marine (O, P)                  | 38 | 24 | 5  | 9  | 63 | 40  | +23  | 74a  |
| 6.   | Clitheroe                      | 38 | 21 | 8  | 9  | 78 | 44  | +34  | 71   |
| 7.   | Bootle                         | 38 | 20 | 2  | 16 | 78 | 65  | +13  | 62   |
| 8.   | Mossley                        | 38 | 17 | 6  | 15 | 60 | 59  | +1   | 57   |
| 9.   | City of Liverpool              | 38 | 14 | 11 | 13 | 48 | 51  | -3   | 53   |
| 10.  | Kidsgrove Athletic             | 38 | 14 | 8  | 16 | 51 | 53  | -2   | 50   |
| 11.  | Trafford                       | 38 | 13 | 10 | 15 | 56 | 55  | +1   | 49   |
| 12.  | 1874 Northwich                 | 38 | 13 | 8  | 17 | 59 | 58  | +1   | 47   |
| 13.  | Widnes                         | 38 | 13 | 8  | 17 | 46 | 45  | +1   | 47   |
| 14.  | Colne                          | 38 | 12 | 8  | 18 | 39 | 54  | -15  | 44   |
| 15.  | Ramsbottom United              | 38 | 12 | 6  | 20 | 47 | 62  | -15  | 42   |
| 16.  | Newcastle Town                 | 38 | 10 | 10 | 18 | 49 | 64  | -15  | 40   |
| 17.  | Glossop North End              | 38 | 9  | 13 | 16 | 36 | 55  | -19  | 40   |
| 18.  | Prescot Cables (PO)            | 38 | 12 | 3  | 23 | 49 | 70  | -21  | 39   |
| 19.  | Kendal Town (D)                | 38 | 3  | 4  | 31 | 28 | 90  | -62  | 12b  |
| 20.  | Market Drayton Town (D)        | 38 | 2  | 6  | 30 | 21 | 116 | -95  | 12   |

a. Marine fue Reducido -3 puntos por hacer jugar a un jugador inelegible.

b. Kendal Town fue Reducido -1 punto por hacer jugar a un jugador inelegible.

### Play-off
|  | Semifinales | Semifinales     | Semifinales |                 |   | Final  | Final | Final |  |
|  |             |                 |             |                 |   |        |       |       |  |
|  |             |                 |             |                 |   |        |       |       |  |
|  | 2           | Workington      | 2           |                 |   |        |       |       |  |
|  | 2           | Workington      | 2           |                 |   |        |       |       |  |
|  | 5           | Marine          | 3           |                 |   |        |       |       |  |
|  | 5           | Marine          | 3           |                 | 5 | Marine | 2     |       |  |
|  |             |                 |             |                 | 5 | Marine | 2     |       |  |
|  |             |                 | 4           | Runcorn Linnets | 1 |        |       |       |  |
|  | 3           | Leek Town       | 4           | Runcorn Linnets | 1 | 1      |       |       |  |
|  | 3           | Leek Town       |             |                 |   | 1      |       |       |  |
|  | 4           | Runcorn Linnets | 4           |                 |   |        |       |       |  |
|  | 4           | Runcorn Linnets | 4           |                 |   |        |       |       |  |
|  |             |                 |             |                 |   |        |       |       |  |

### Division One East
| Pos. | Equipos                  | PJ | G  | E | P  | GF | GC  | Dif. | Pts. |
| ---- | ------------------------ | -- | -- | - | -- | -- | --- | ---- | ---- |
| 1.   | Liversedge (C, P)        | 36 | 29 | 6 | 1  | 98 | 22  | +76  | 93   |
| 2.   | Marske United (O, P)     | 36 | 28 | 4 | 4  | 94 | 34  | +60  | 88   |
| 3.   | Cleethorpes Town (P)     | 36 | 21 | 6 | 9  | 74 | 46  | +28  | 69   |
| 4.   | Stockton Town (P)        | 36 | 19 | 9 | 8  | 79 | 41  | +38  | 66   |
| 5.   | Shildon (P)              | 36 | 19 | 6 | 11 | 61 | 35  | +26  | 63   |
| 6.   | Dunston UTS              | 36 | 17 | 3 | 16 | 67 | 60  | +7   | 54   |
| 7.   | Brighouse Town           | 36 | 15 | 9 | 12 | 59 | 52  | +7   | 54   |
| 8.   | Worksop Town             | 36 | 16 | 6 | 14 | 56 | 53  | +3   | 54   |
| 9.   | Ossett United            | 36 | 15 | 8 | 13 | 43 | 59  | -16  | 53   |
| 10.  | Yorkshire Amateur (R)    | 36 | 14 | 5 | 17 | 55 | 63  | -8   | 47a  |
| 11.  | Stocksbridge Park Steels | 36 | 13 | 7 | 16 | 53 | 58  | -5   | 46   |
| 12.  | Pontefract Collieries    | 36 | 13 | 4 | 19 | 41 | 54  | -13  | 43   |
| 13.  | Hebburn Town             | 36 | 12 | 6 | 18 | 47 | 56  | -9   | 42   |
| 14.  | Tadcaster Albion         | 36 | 10 | 7 | 19 | 47 | 63  | -16  | 37   |
| 15.  | Bridlington Town         | 36 | 9  | 7 | 20 | 40 | 65  | -25  | 34   |
| 16.  | Lincoln United           | 36 | 9  | 7 | 20 | 56 | 91  | -35  | 34   |
| 17.  | Sheffield                | 36 | 8  | 9 | 19 | 47 | 77  | -30  | 33   |
| 18.  | Frickley Athletic (D)    | 36 | 8  | 6 | 22 | 30 | 67  | -37  | 30   |
| 19.  | Pickering Town (D)       | 36 | 7  | 5 | 24 | 52 | 103 | -51  | 20b  |

a. Yorkshire Amateur Desciende a Northern Counties East League por no contar con los Estándares de Campo de Juego. 

b. Pickering Town fue Reducido 6 puntos por hacer jugar a un Jugador Inelegible.

### Play-off
|  | Semifinales | Semifinales      | Semifinales |               |   | Final         | Final | Final |  |
|  |             |                  |             |               |   |               |       |       |  |
|  |             |                  |             |               |   |               |       |       |  |
|  | 2           | Marske United    | 2           |               |   |               |       |       |  |
|  | 2           | Marske United    | 2           |               |   |               |       |       |  |
|  | 5           | Shildon          | 1           |               |   |               |       |       |  |
|  | 5           | Shildon          | 1           |               | 2 | Marske United | 2     |       |  |
|  |             |                  |             |               | 2 | Marske United | 2     |       |  |
|  |             |                  | 4           | Stockton Town | 1 |               |       |       |  |
|  | 3           | Cleethorpes Town | 4           | Stockton Town | 1 | 1             |       |       |  |
|  | 3           | Cleethorpes Town |             |               |   | 1             |       |       |  |
|  | 4           | Stockton Town    | 2           |               |   |               |       |       |  |
|  | 4           | Stockton Town    | 2           |               |   |               |       |       |  |
|  |             |                  |             |               |   |               |       |       |  |

### Division One Midlands
| Pos. | Equipos                | PJ | G  | E  | P  | GF | GC | Dif. | Pts. |
| ---- | ---------------------- | -- | -- | -- | -- | -- | -- | ---- | ---- |
| 1.   | Ilkeston Town (C, P)   | 38 | 27 | 6  | 5  | 92 | 42 | +55  | 87   |
| 2.   | Stamford (P)           | 38 | 26 | 6  | 6  | 95 | 36 | +59  | 84   |
| 3.   | Halesowen Town (P)     | 38 | 25 | 8  | 5  | 92 | 39 | +53  | 83   |
| 4.   | Chasetown (P)          | 38 | 25 | 7  | 6  | 79 | 38 | +41  | 82   |
| 5.   | Belper Town (O, P)     | 38 | 23 | 4  | 11 | 73 | 51 | +22  | 73   |
| 6.   | Carlton Town           | 38 | 19 | 11 | 8  | 71 | 48 | +23  | 68   |
| 7.   | Coleshill Town         | 38 | 19 | 4  | 15 | 71 | 49 | +22  | 61   |
| 8.   | Sporting Khalsa        | 38 | 18 | 6  | 14 | 76 | 68 | +8   | 60   |
| 9.   | Cambridge City         | 38 | 15 | 9  | 14 | 60 | 58 | +2   | 54   |
| 10.  | Spalding United        | 38 | 15 | 8  | 15 | 47 | 56 | -9   | 53   |
| 11.  | Shepshed Dynamo        | 38 | 13 | 12 | 13 | 55 | 60 | -5   | 51   |
| 12.  | Bedworth United        | 38 | 13 | 8  | 17 | 47 | 59 | -12  | 47   |
| 13.  | Loughborough Dynamo    | 38 | 13 | 6  | 19 | 71 | 76 | -5   | 45   |
| 14.  | Yaxley                 | 38 | 12 | 5  | 21 | 59 | 95 | -36  | 41   |
| 15.  | Corby Town             | 38 | 11 | 7  | 20 | 56 | 66 | -10  | 40   |
| 16.  | Daventry Town          | 38 | 10 | 9  | 19 | 50 | 80 | -30  | 39   |
| 17.  | Sutton Coldfield Town  | 38 | 9  | 10 | 19 | 42 | 62 | -20  | 37   |
| 18.  | Histon (PO)            | 38 | 5  | 9  | 24 | 37 | 91 | -54  | 24   |
| 19.  | Soham Town Rangers (D) | 38 | 5  | 6  | 27 | 42 | 91 | -49  | 21   |
| 20.  | Wisbech Town (D)       | 38 | 5  | 3  | 30 | 35 | 90 | -55  | 18   |

### Play-off
|  | Semifinales | Semifinales    | Semifinales |           |   | Final       | Final | Final |  |
|  |             |                |             |           |   |             |       |       |  |
|  |             |                |             |           |   |             |       |       |  |
|  | 2           | Stamford       | 1           |           |   |             |       |       |  |
|  | 2           | Stamford       | 1           |           |   |             |       |       |  |
|  | 5           | Belper Town    | 2           |           |   |             |       |       |  |
|  | 5           | Belper Town    | 2           |           | 5 | Belper Town | 1     |       |  |
|  |             |                |             |           | 5 | Belper Town | 1     |       |  |
|  |             |                | 4           | Chasetown | 0 |             |       |       |  |
|  | 3           | Halesowen Town | 4           | Chasetown | 0 | 0           |       |       |  |
|  | 3           | Halesowen Town |             |           |   | 0           |       |       |  |
|  | 4           | Chasetown      | 1           |           |   |             |       |       |  |
|  | 4           | Chasetown      | 1           |           |   |             |       |       |  |
|  |             |                |             |           |   |             |       |       |  |